# Д’Орвиль, Альбер
Альбер, граф д’Орвиль (фр. Albert Le Comte d’Orville, кит. упр. 吴尔铎绍伯, пиньинь Wu Er-duo Shao-bo; 12 августа 1621 года, Брюссель, Испанские Нидерланды — 8 апреля 1662 года, Агра, Империя Великих Моголов) — французский священник, иезуит, миссионер, путешественник и исследователь. Один из первых европейцев, посетивших Тибет.

## Биография

### Ранняя жизнь
В юности молодой Альбер, сын аристократов, жил при дворе герцога Нойбургского. Д'Орвиль вступил в общество Иисуса в 1646 году, и, изучая теологию в Лёвене, он присутствовал на лекциях по Китаю, которые читал итальянский миссионер-иезуит Мартино Мартини. Эти лекции создали в нём мечту поехать в Китай. Он получил разрешение своего провинциала и после своего рукоположения в 1654 году присоединился к Мартини в Риме, а затем сопровождал его в обратном путешествии в Китай.

### Путешествие в Тибет
Покинув Лиссабон в апреле 1657 года, Мартини, д’Орвиль и еще 17 их спутников (в том числе Фердинанд Вербист и Филипп Купле) прибыли в Макао 17 июля 1658 года. Проведя там некоторое время для ознакомления с китайским языком, д’Орвиль был отправлен в качестве миссионером в провинцию Шаньси. Он пробыл там недолго, так как был назначен сопровождать Иоганна Грюбера в исследовательской миссии, целью которой было обнаружить более короткий, чем морской, путь, соединяющую Китай с Европой.
Покинув Пекин 13 апреля 1661 года, они 13 июля вошли в Тибет, где в то время правил Далай-лама V. 8 октября путешественники достигли столицы Лхасы и пробыли там месяц.  Они были первыми европейцами, посетившими столицу Тибета. (Однако существует мнение, что францисканец Одорико Порденоне посетил Тибет тремя веками ранее, в 1328 году, но точных доказательств этому не существует).
На протяжении всего путешествия д’Орвиль делал многочисленные наблюдения, точно определяя широту и долготу посещаемых мест. Путешественники пересекают Непал и остаются на месяц в Катманду (январь 1662 года). Въехав в Индию 8 февраля 1662 года, они посетили Патну и 31 марта 1662 года наконец прибыли в Агру, столицу империи Великих Моголов. Тяжело больной и измученный путешествием д’Орвиль умер через несколько дней после прибытия в Агру, 8 апреля 1662 года.

### После
После прибытия в Рим, в 1664 году, Грюбер рассказал об этом путешествии Афанасию Кирхеру, который описал его в книге на латыни «Описание Китайской империи»: «Многие интересные географические, культурные и социально-религиозные наблюдения были сделаны о посещённых странах и встретившихся народах; они содержатся в назидательных и любопытных письмах, присланных из Китая и Тибета. Но что касается главной цели путешествия, то она была сочтена неудачной: мы продолжали, и в течение многих лет, плыть по морю между Гоа и Макао... Путь по суше был слишком длинным, мучительным и опасным.»